# Eucalyptus dives
Eucalyptus dives ist eine Pflanzenart innerhalb der Familie der Myrtengewächse (Myrtaceae). Sie kommt im Südosten von New South Wales sowie im Osten und Süden von Victoria vor und wird dort „Peppermint“, „Blue Peppermint“ oder „Broad-leaved Peppermint“ genannt.

## Beschreibung

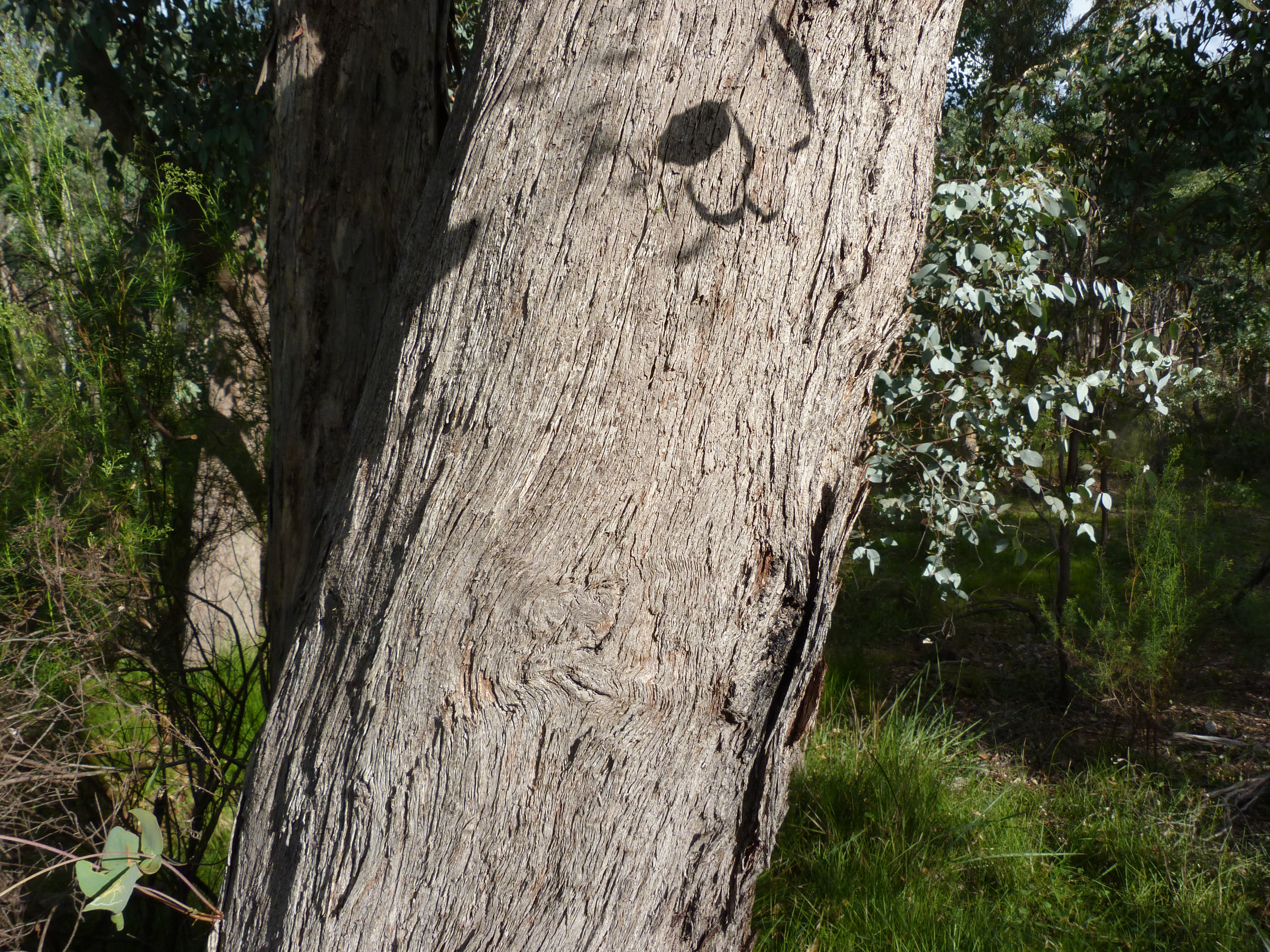
Stamm und Borke

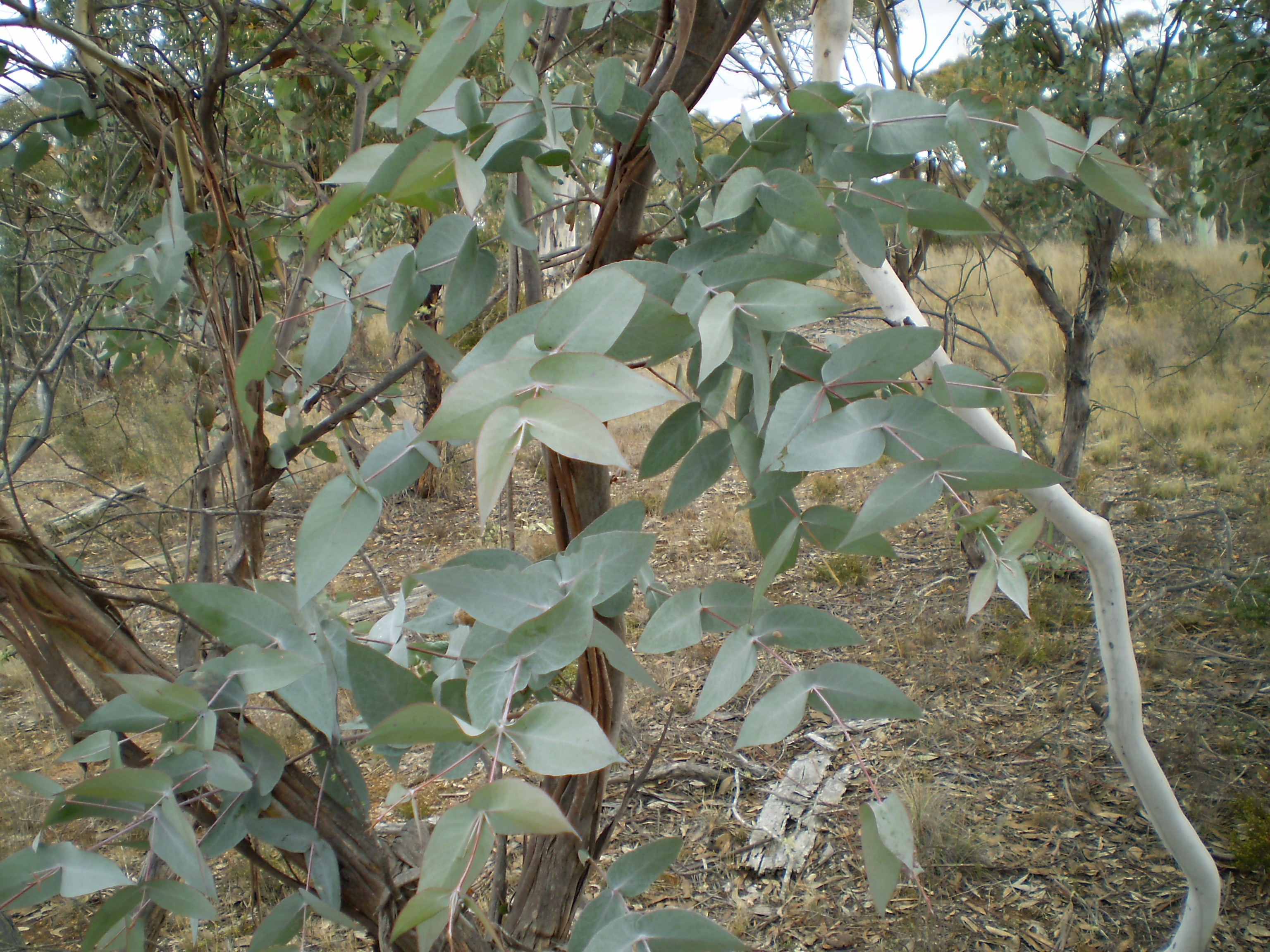
Gegenständige, sitzende Laubblätter an jungem Exemplar

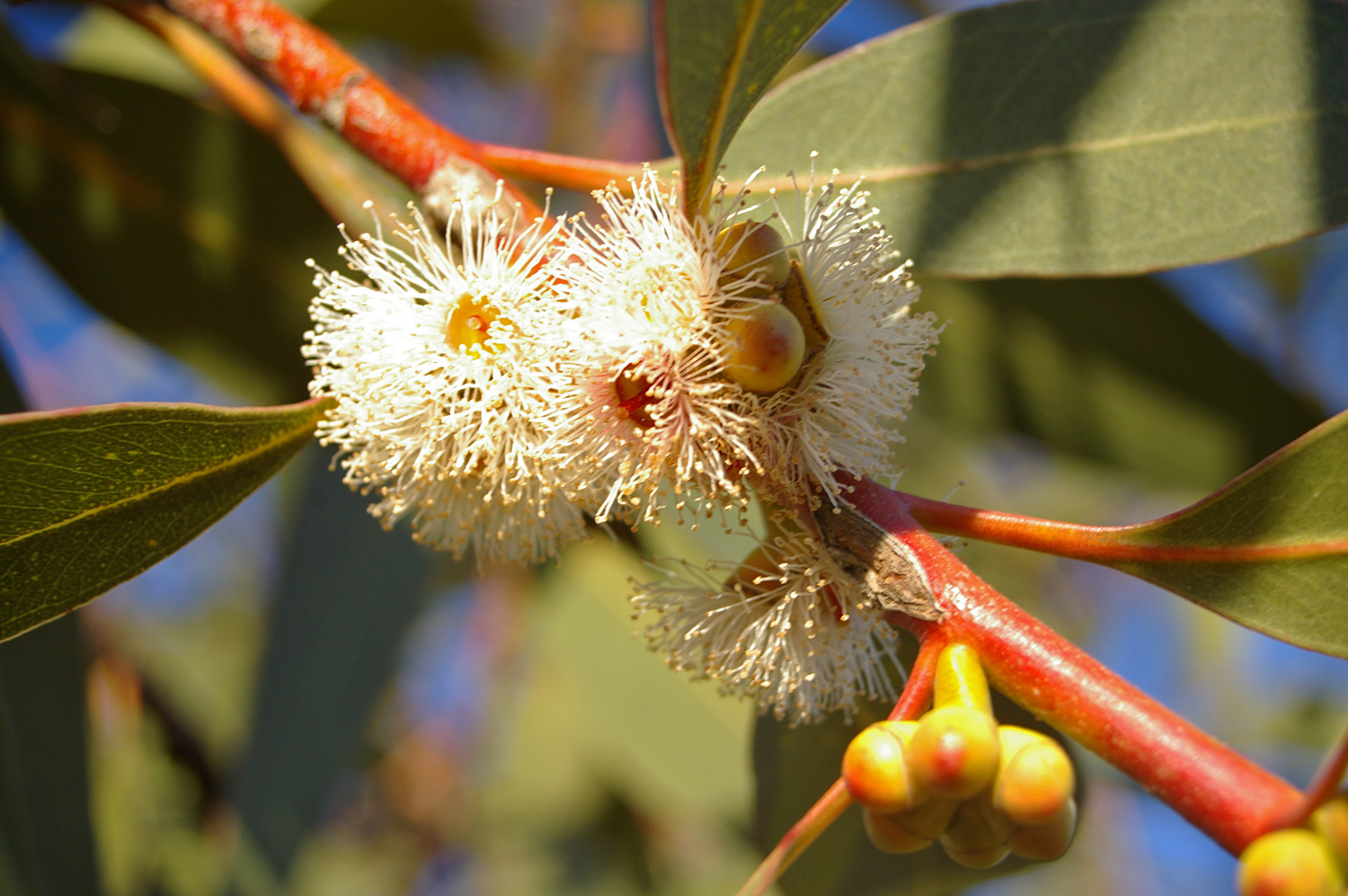
Blütenstände mit geöffnete Blüten und Blütenknospen

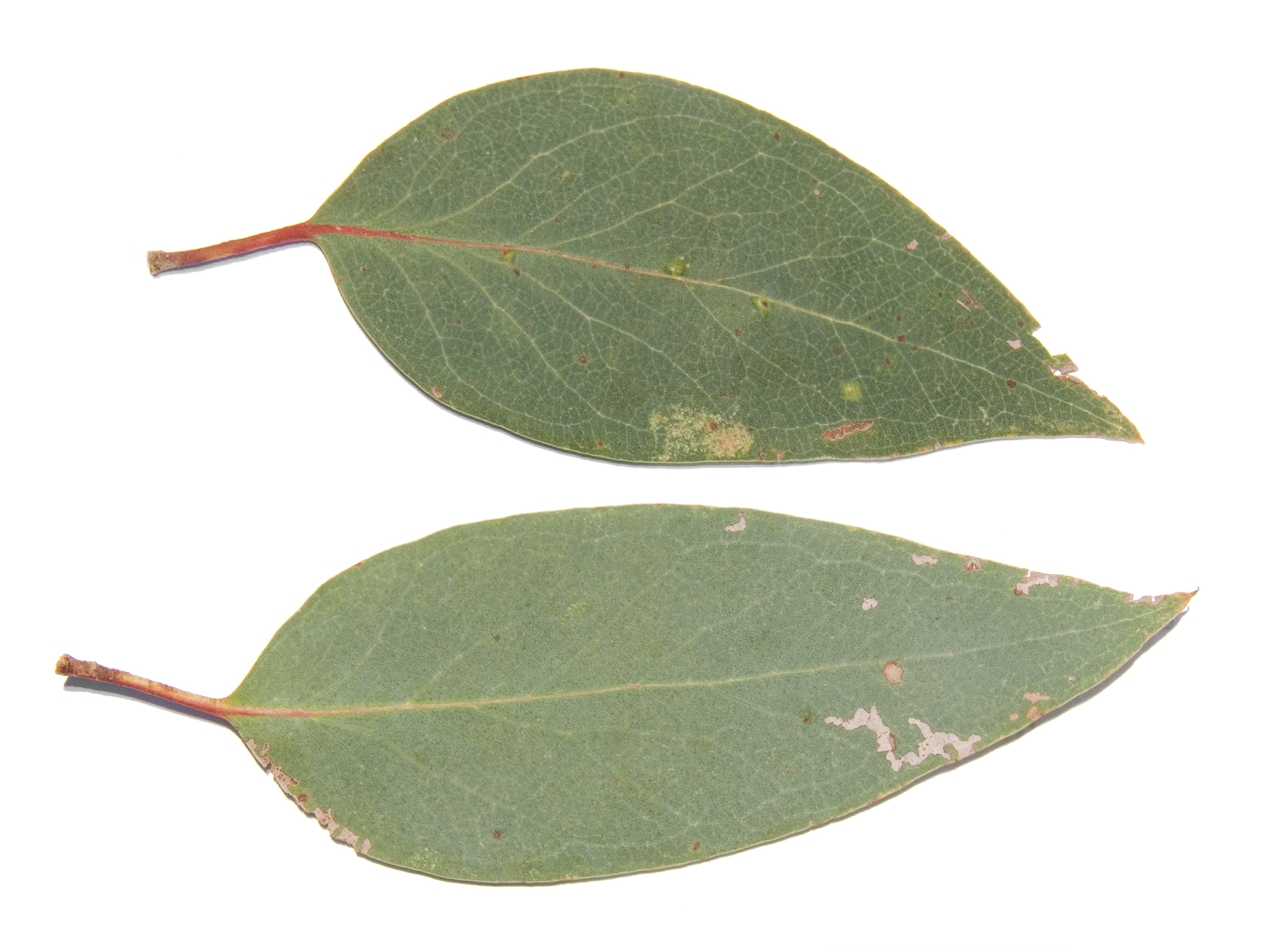
Blattoberseite und -unterseite eines erwachsenen Exemplars

### Erscheinungsbild und Blatt
Eucalyptus dives wächst als Baum, der Wuchshöhen von bis über 25 Meter erreicht. Die Borke verbleibt am gesamten Stamm und den größeren Ästen, ist grau bis grau-braun und kurzfasrig. An den oberen Teilen des Baumes ist sie grau und schält sich in langen Bändern. Die Rinde der kleinen Zweige ist grün. Weder im Mark der jungen Zweige noch in der Borke gibt es Öldrüsen. Der Stammdurchmesser erreicht über 70 Zentimeter.
Bei Eucalyptus dives liegt Heterophyllie vor. Die Laubblätter an jungen und mittelalten sind sitzend; erst an erwachsenen Exemplaren sind sie in Blattstiel und Blattspreite gegliedert. An jungen Exemplaren sind die Blattspreiten eiförmig und matt grau-grün oder blaugrün bemehlt oder bereift,. An mittelalten Exemplaren die gegenständigen, matt grau-grünen oder blaugrün bemehlten oder bereiften Blattspreiten bei einer Länge von etwa 12 cm und einer Breite von etwa 7 cm eiförmig, gerade, ganzrandig. Die Blattstiele an erwachsenen Exemplaren sind 10 bis 16 mm lang. Die auf Ober- und Unterseite gleichfarbig glänzend grüne Blattspreite ist bei einer Länge von 7 bis 15 cm und einer Breite von 1,6 bis 3,3 cm breit-lanzettlich bis lanzettlich, relativ dick, gerade, besitzt eine gerundete Spreitenbasis hin und ein stumpfes oder spitzes oberes Ende. Die erhabenen Seitennerven gehen in großen Abständen in einem spitzen oder sehr spitzen Winkel vom Mittelnerv ab. Die Keimblätter (Kotyledone) sind nierenförmig.

### Blütenstand, Blüte und Frucht
Seitenständig an einem bei einer Länge von 5 bis 13 mm und einem Durchmesser von bis zu 3 mm im Querschnitt stielrunden, kantigen oder schmal abgeflachten Blütenstandsschaft stehen in einem einfachen Blütenstand mehr als elf Blüten zusammen. Der Blütenstiel ist 2 bis 5 mm lang und stielrund. Die nicht blaugrün bemehlten oder bereiften Blütenknospen sind bei einer Länge von 4 bis 6 mm und einem Durchmesser von 2 bis 4 mm keulenförmig. Die Kelchblätter bilden eine Calyptra, die bis zur Blüte (Anthese) vorhanden bleibt. Die glatte Calyptra ist konisch, manchmal auch schnabelförmig, kürzer als oder so lang wie der glatte Blütenbecher (Hypanthium) und so breit wie dieser. Die Blüten sind weiß oder cremeweiß.
Die gestielte Frucht ist bei einer Länge und einem Durchmesser von je 5 bis 7 mm halbkugelig, konisch, birnen- oder eiförmig und drei- bis vierfächrig. Der Diskus ist flach oder angehoben, die Fruchtfächer sind auf der Höhe des Randes.

## Vorkommen
Das natürliche Verbreitungsgebiet von Eucalyptus dives ist die Küste und die Great Dividing Range im Südosten von New South Wales, vorwiegend südlich von Sydney, sowie das östliche und südliche Victoria, östlich von Ballarat.
Eucalyptus dives gedeiht weitverbreitet und örtlich häufig in trockenen Hartlaubwäldern auf nährstoffarmen, flachen und steinigen Böden und Erhebungen.

## Systematik
Die Erstbeschreibung von Eucalyptus dives erfolgte 1843 durch Johannes Konrad Schauer in Repertorium Botanices Systematicae, Volume 2, 5, S. 926. Das Typusmaterial weist die Beschriftung In Nova Cambriae australi interiori (A. Cunn. hb. no. 181/1822) auf. Ein Synonym von Eucalyptus dives Schauer ist Eucalyptus amygdalina var. latifolia H.Deane & Maiden.
Natürliche Hybriden bildet Eucalyptus dives mit Eucalyptus radiata subsp. radiata.

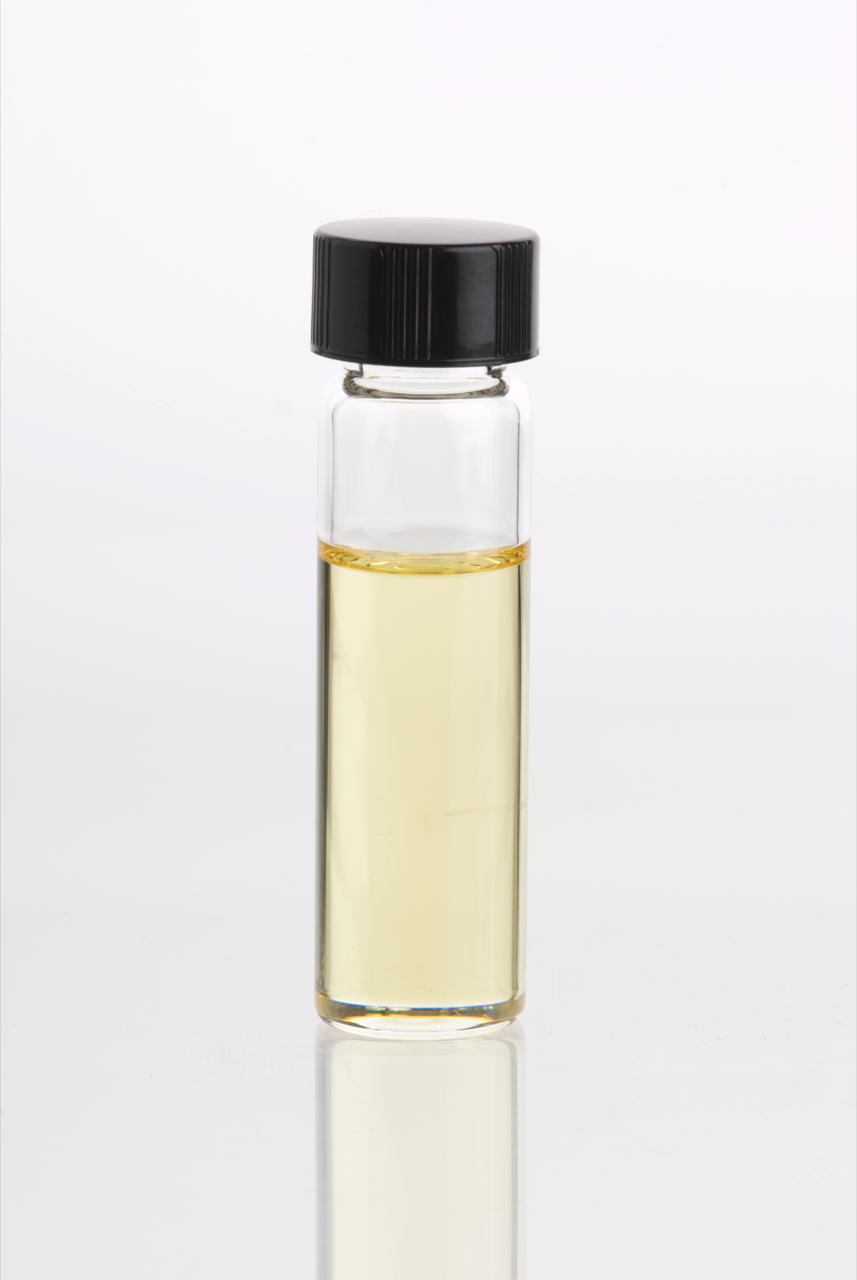
Öl von Eucalyptus dives

## Nutzung
Aus den Laubblättern von Eucalyptus dives wird Eukalyptusöl gewonnen. Man gewinnt zwei Chemotypen von Ölen:
- Der piperitone Chemotyp besitzt ein pfefferminzartigen Geschmack und Geruch. Aus ihm wird Piperiton destilliert, das zur Herstellung künstlichen Menthols verwendet wird. In Australien wurde dieser Chemotyp schon seit der Kolonialisierung verwendet, besonders in Verbindung mit schwarzem Tee zur Herstellung des „Billy Tea“. Heute kommt der größte Teil dieses Öles aus der südafrikanischen Provinz Transvaal, wo Eucalyptus dives kommerziell angebaut wird.[8] Dieser Chemotyp ist gemeint, wenn keine weitere Angabe dabeisteht.[9]
- Der cineole Chemotyp ist gattungsspezifisch und wird kommerziell geerntet und destilliert. Bei Eucalyptus dives tritt dieser Chemotyp eher selten auf, die Hauptquellen stellen Eucalyptus globulus[10] und Eucalyptus radiata[11] dar.